# اورم
اورم (پرتغالی: Ourém) یکی از شهرهای کشور پرتغال است.